# 櫻井つぐみ
櫻井 つぐみ（さくらい つぐみ、2001年9月3日 - ）は、日本の女子レスリング選手。高知県香南市出身。階級は55kg級と57㎏級。身長156cm。

## 来歴
父親が開設した高知クラブでレスリングを始めた。65㎏級の清岡幸大郎とは幼馴染だった。小学生の時から全国大会で何度も優勝を飾っていた。野市中学1年の時から全国中学生選手権で3連覇を達成した。中学3年の時には世界カデット選手権の40㎏級でも優勝した。高知南高校3年の時にはインターハイの53kg級で2位になった。全日本女子オープン選手権（シニアの部）55㎏級では優勝したが、全日本選手権では2位だった。
2020年には育英大学へ入学すると、1年の時には全日本選手権で優勝した。
2年の時には全日本選抜選手権で優勝した。世界選手権では決勝でドイツの選手に10-0のテクニカルフォール勝ちを収めて優勝した。全日本選手権には57㎏級に出場して優勝した。
3年の時にはアジア選手権で優勝した。全日本選抜選手権では決勝で南條早映と対戦すると、終了直前に逆転勝ちして今大会2連覇した。世界選手権では決勝でリオデジャネイロオリンピック金メダリストであるアメリカのヘレン・マルーリスを3-0で破り、前年の55㎏級に続いて2階級制覇を達成した。全日本選手権では準決勝で東新住建の南條早映に敗れて3位だった。
4年の時には全日本選抜選手権の準決勝で、オリンピックチャンピオンの金城梨紗子に11-1のテクニカルフォール勝ちすると、決勝では南條を5-2で破って今大会3連覇した。世界選手権代表決定プレーオフでは南條に2ポイントを先取されるも、終了1秒前にがぶり返しで2ポイントを取り返して内容差で勝利を収めた。世界選手権では3回戦で東京オリンピック銀メダリストで中立選手（AIN）の立場で出場したベラルーシのイリナ・クラチキナ、準決勝でマルーリスを破ると、決勝では59㎏級世界チャンピオンであるモルドバのアナスタシア・ニチタを3-2で破って世界選手権3連覇を達成した。なお今大会で金メダルを獲得したため、規定によりパリオリンピック代表に内定した。アジア大会では決勝で北朝鮮のチョン・インスンと対戦すると、6ポイントを先取されるも終盤7ポイントを取り返して逆転で優勝を飾った。なお、この結果に納得がいかずなかなか整列しようとしないチョンに対して、レフェリーからイエローカードが出された。
2024年1月にはSTIカップ東日本大学女子リーグ戦に出場すると、日体大戦で2階級下である53㎏級世界チャンピオンの藤波朱理に0-5で敗れたが、チームは優勝した。2024年4月からは育英大学の助手となった。アジア選手権では2位にとどまり、シニアの国際大会で初めて優勝を逃した。
2024年8月9日には、パリオリンピックのフリースタイル57kg級にて決勝戦でモルドバのアナスタシア・ニキータに6-0で勝利して金メダルを獲得した。高知県出身のオリンピック金メダリストは、1932年ロサンゼルスオリンピックの競泳の男子1500m自由形で金メダルを獲得した北村久寿雄以来92年ぶりで、女子では初となった。同年、紫綬褒章受章。
2025年4月からは高知大学大学院総合人間自然科学研究科スポーツ・芸術文化共創専攻に進学し、引き続き育英大学の助手として現役を継続しながら拠点を高知に移す予定。

## 主な戦績
- 2014年 -　全国中学生選手権　優勝（34kg級）
- 2015年 -　全国中学生選手権　優勝（34kg級）
- 2016年 -　ジュニアクイーンズカップ カデットの部　優勝（37kg級）
- 2016年 -　JOC杯カデットの部　優勝（40kg級）
- 2016年 -　全国中学生選手権　優勝（40kg級）
- 2016年 -　世界カデット選手権　優勝（40kg級）
- 2017年 -　クリッパン女子国際大会　カデットの部　優勝（43kg級）
- 2017年 -　ジュニアクイーンズカップ カデットの部　2位（46kg級）
- 2017年 -　JOC杯カデットの部　3位（46kg級）
- 2017年 -　アジアカデット選手権　優勝　優勝（46kg級）
- 2018年 -　全日本女子オープン選手権（高校生の部）　優勝（53kg級）

55㎏級での戦績
- 2019年 -　ジュニアクイーンズカップ ジュニアの部　2位
- 2019年 -　アジアジュニア選手権　3位
- 2019年 -　インターハイ　2位（53kg級）
- 2019年 -　全日本女子オープン選手権（シニアの部）優勝
- 2019年 -　全日本選手権　2位
- 2020年 -　クリッパン女子国際大会　優勝
- 2020年 -　全日本選手権　優勝
- 2021年 -　ジュニアクイーンズカップ ジュニアの部　優勝
- 2021年 -　全日本選抜選手権　優勝
- 2021年 -　世界選手権　優勝

57㎏級での戦績
- 2021年 -　全日本選手権　優勝
- 2022年 -　アジア選手権　優勝
- 2022年 -　全日本選抜選手権　優勝
- 2022年 - 世界選手権 優勝
- 2022年 -　全日本選手権　3位
- 2023年 -　全日本選抜選手権　優勝
- 2023年 - 世界選手権 優勝
- 2023年 -　アジア大会　優勝
- 2024年 -　アジア選手権　2位
- 2024年 - オリンピック 優勝

（出典）